# Iva Zajíčková
Iva Zajíčková, verheiratete Stafová (* 9. März 1948 in Brno-Královo Pole) ist eine ehemalige tschechoslowakische Bahnradsportlerin und heutige tschechische Kommunalpolitikerin.

## Familie
Iva Zajíčková ist die Tochter von Josef Zajíček aus Vícemilice und seiner Frau Otilie geb. Čermáková aus Ždánice. Ihr Großvater mütterlicherseits betrieb in Ždánice eine Schneiderei. Ihre Eltern zogen nach der Eheschließung in die Slowakei, wo der Vater in einem Werk der Zbrojovka arbeitete, und kehrten vor dem Ausbruch des Zweiten Weltkrieges nach Ždánice zurück, wo 1945 ihre ältere Schwester Jitka geboren wurde. Im Jahr darauf übersiedelte die Familie nach Brno. Dort gibt es eine auch für internationale Wettkämpfe geeignete Radrennbahn.

## Sportliche Karriere
Iva Zajíčková war die dominierende tschechoslowakische Bahnradsportlerin in den 1970er Jahren. Von 1970 bis 1978 errang sie sieben Podiumsplätze bei UCI-Bahn-Weltmeisterschaften im Sprint; bei der Bahn-WM 1971 in Varese wurde sie zudem Dritte in der Einerverfolgung. Mehrfach errang sie auch nationale Titel.

## Berufliche Tätigkeit und politisches Engagement
Nach Beendigung ihres Studiums an der Fakultät für Elektrotechnik der Technischen Universität Brünn im Jahre 1975 war Stafová als Elektroingenieurin tätig. Sie emigrierte 1980 nach Österreich, was zum Abbruch ihrer Karriere im Radsport führte. Nachdem der tschechoslowakische Radfahrerverband einen Protest beim Weltradsportverband UCI eingelegt hatte, zog der Österreichische Radsport-Verband seine Unterstützung für die Erteilung der Staatsbürgerschaft zurück, so dass Stafová nicht für Österreich starten durfte, auch nicht bei den Olympischen Spielen in Moskau. Sie betätigte sich danach als Bergsteigerin, unter anderem beteiligte sie sich an einer Expedition der Österreichischen Bergsteigervereinigung auf den Kilimandscharo.
Nachdem Stafová das Haus ihres Großvaters in Restitution zurückerhalten hatte, zog sie 1995 von Wien nach Ždánice, um dieses instand zu setzen. Seit dieser Zeit lebt Iva Stafová in Ždánice und engagierte sich bald auch in der Kommunalpolitik. Zwischen 2006 und 2010 war sie Ratsmitglied, von 2010 bis 2014 Bürgermeisterin von Ždánice (Okres Hodonín).

## Erfolge
1970
- Weltmeisterschaft – Sprint

1971
- Weltmeisterschaft – Sprint, Einerverfolgung

1973
- Weltmeisterschaft – Sprint

1975
- Weltmeisterschaft – Sprint

1976
- Weltmeisterschaft – Sprint

1977
- Weltmeisterschaft – Sprint

1978
- Weltmeisterschaft – Sprint